# Espagne au Concours Eurovision de la chanson 1971
L'Espagne a participé au Concours Eurovision de la chanson 1971 le 3 avril à Dublin. C'est la 11e participation de l'Espagne au Concours Eurovision de la chanson.
Le pays est représenté par la chanteuse Karina, sélectionnée au moyen de l'emission de sélection nationale Pasaporte a Dublín et la chanson En un mundo nuevo sélectionnée en interne par la Televisión Española (TVE).

## Sélection

### Pasaporte a Dublín
Le radiodiffuseur espagnol Televisión Española (TVE) organise une finale nationale à travers l'émission Pasaporte a Dublín pour sélectionner l'artiste représentant l'Espagne au Concours Eurovision de la chanson 1971.

#### Finale
La sélection espagnole Pasaporte a Dublín, a lieu le 17 octobre pour sa présentation, présentée par Massiel et Julio Iglesias, du 24 au 26 décembre pour les demi-finales, présentées par Joaquín Prat (es), et le 30 décembre pour la finale, présentée par José Luis Uribarri (es), à Pozuelo de Alarcón dans la Communauté de Madrid.
Dix artistes ont participé au concours national.
| Ordre | Artiste                      | Points | Place |
| ----- | ---------------------------- | ------ | ----- |
| 1     | Cristina (es)                | NC     | 10    |
| 2     | Los Mismos (es)              | NC     | 8     |
| 3     | Conchita Márquez Piquer (es) | NC     | 4     |
| 4     | Rocío Jurado                 | NC     | 9     |
| 5     | Nino Bravo                   | NC     | 7     |
| 6     | Encarnita Polo (es)          | NC     | 6     |
| 7     | Jaime Morey                  | NC     | 2     |
| 8     | Júnior (en)                  | NC     | 5     |
| 9     | Karina                       | NC     | 1     |
| 10    | Dova                         | NC     | 3     |

Lors de cette sélection, c'est la chanteuse Karina, de son vrai nom María Isabel Llaudes Santiago, qui fut choisie. La chanson interprétée par l'artiste (En un mundo nuevo) est par la suite sélectionnée en interne. Le chef d'orchestre sélectionné pour l'Eurovision est Waldo de los Ríos.

## À l'Eurovision
Chaque pays a un jury de deux personnes. Chaque juré attribue entre 1 et 5 points à chaque chanson.

### Points attribués par l'Espagne
| 10 points | Portugal                                                  |
| 8 points  | Allemagne                                                 |
| 6 points  | Italie Yougoslavie                                        |
| 5 points  | France Irlande Malte Pays-Bas                             |
| 4 points  | Luxembourg                                                |
| 3 points  | Finlande                                                  |
| 2 points  | Autriche Belgique Monaco Norvège Royaume-Uni Suède Suisse |

### Points attribués à l'Espagne
| 10 points         | 9 points                           | 8 points          | 7 points                                           | 6 points           |
| ----------------- | ---------------------------------- | ----------------- | -------------------------------------------------- | ------------------ |
| - France - Monaco | - Finlande - Irlande               | - Malte - Norvège | - Allemagne - Portugal - Royaume-Uni - Yougoslavie | - Pays-Bas - Suède |
| 5 points          | 4 points                           | 3 points          | 2 points                                           |                    |
| - Italie - Suisse | - Autriche - Belgique - Luxembourg |                   |                                                    |                    |

Karina interprète En un mundo nuevo en 6e position lors de la soirée du concours, suivant l'Allemagne et précédant la France.
Au terme du vote final, l'Espagne termine 2e sur les 18 pays participants avec 116 points au total, terminant derrière le pays vainqueur Monaco,.